# L'Indiscret aux bains de mer
L'Indiscret aux bains de mer er en fransk stumfilm fra 1897 af Georges Méliès.